# 假面騎士Wizard角色列表
假面騎士Wizard角色列表展示於朝日電視台放映的特攝劇集《假面騎士Wizard》各個角色。

## 魔法使
操真晴人（そうま・はると）（白石隼也 / 中島凱斗（童年期）飾／香港配音：陈灏玮（本篇）、何偉誠（電影版）／台灣配音：孟慶府）
22歲。半年前被綁架，在儀式「魔宴」中被當作祭品而成為魅影Wizardragon的宿主，危急一刻因萌生出一絲希望才得以倖存。喜欢小曆。在心目中，小曆是最重要的存在，劇場版《假面騎士×假面騎士 鎧武 & Wizard 天下決勝之戰國MOVIE大合戰》中將小曆變成的戒指作為自己的希望，交給自己Underworld中小曆的手中保管。
同時從白色魔法使手中得到變身系統Wizard Driver而成為假面騎士Wizard，從此立志與魅影周旋到底。
與魅影戰鬥已成為生活基礎之一，即使日常看起來像輕浮男的個性，行事不太檢點而常常被別人誤解。
非常愛好糖粉甜甜圈。
於《假面騎士Fourze》最終話先行登場，散步途中亮起指環，指環外觀卻吸引到在附近的風城美羽。
於《劇場版 假面騎士Wizard in Magic Land》中與曆一同被奧瑪大臣帶到了「魔法王國」的世界。
在《平成騎士對昭和騎士 假面騎士大戰 feat.超級戰隊》事件中因接受各平成假面騎士的召集而參戰。
於《假面騎士平成Generations Dr.Pac-Man對EX-AID&Ghost with 傳說騎士》作為傳說騎士登場。
口頭禪為「來、Showtime到了！」。了結敵人前台詞為「到終曲了！」，並每次消滅完敵人之後習慣鬆一口氣。
在初次「魔宴」完結後，白色魔法使把Wizard Driver跟指環和魔寶石以及曆交託出來，並前往「面影堂」尋找輪島繁。
第8話事件中所營救的「Gate」伊藤洋樹的母親伊藤美紀子是其舊相識。透露雙親在其童年時車禍中過世，以他們臨終前「你是我們最後的希望」這句話作為精神支柱。
第9話迎戰時敗陣，利用新的魔寶石所製作的「Flame Dragon」指環，首次得到進化之力從而成為另一形態模式Flame Dragon並將之撃敗。
第11話事件中拯救「Gate」片山直己後，木崎心表認同並奉送出得來的魔寶石；其後以此魔寶石製造的指環，在第12話進化成另一形態模式Hurricane Dragon。
第15話利用曆從山洞尋得的魔寶石製造的指環，進化成另一形態模式Water Dragon。
第17話被蠍獅暗算而身中劇毒，其後無法變身之際仁藤攻介出現，並得知對方原來同樣也是魔法使，而且被其解下身上的劇毒。
第19話憑著古利姆連交給曆的魔寶石製造的指環，進化成另一形態模式Land Dragon。
第20話與巴力西卜對戰卻反被打敗，失去意識倒下時被白色魔法使拯救；第21話與白色魔法使共同激發體內Wizardragon的力量至極限後精煉出魔法道具Drago Timer。
第22話為救回被綁架的大門凛子而再次與菲尼克斯對陣，卻因為對方力量已進化得過於強大，雖成功營救凛子卻被迫敗退；第23話與菲尼克斯作生死決戰，利用Drago Timer變身成另一形態All Dragon後把對方踢飛至太陽，讓他從中燃燒而不斷飽受死亡與重生的輪迴。
第30話與雷吉翁對戰卻反遭到對方侵入自身的「Underworld」大肆破壞，即使Beast進入阻止並與Wizardragon合力對抗但仍然不敵，Wizardragon更因此被消滅而引致現實世界的晴人失去魔法使應有的魔力；第31話危機中卻因強大的信念，眼淚化成「Infinity」指環及本已被消滅的Wizardragon再次復活而得回魔力，利用指環進化至另一形態Infinity Style並撃敗雷吉翁。
第34話與凛子調查有關古利姆連宿主滝川空的事情中途反被找上會談，聞聽對方表明自己仍保留人類的心智之事而心存疑惑，後來更去營救因保護「Gate」而墜落湖中的古利姆連。
第35話從獲救的古利姆連口中得知誕生魅影後宿主是無法保留著軀體，因此對於曆的存在和有關的一切開始產生疑問。後來因查明古利姆連不論在人類之時仰或成為魅影過後同樣草菅人命的真相而與之對戰，言語間首次聽及「賢者之石」這詞彙。
第36話仍然在意古利姆連之前所道出的說話，因此執意找上藏身山洞石窟中的賢者。向其提問有關的事情但不果，打算向對方動用武力卻反被吸走身上部份的魔力，直至與勞姆對戰時魔力不足而虛脫倒下。
第38話事件中所營救的「Gate」篠崎和也是其舊相識，透露過去曾擔任職業足球隊的球員並以得到正選資格作為目標。卻在選拔賽中意外導致和也膝蓋受傷，影響對方日後的活動能力之事耿耿於懷而自行退陣球隊。
第39話從Violet Golem手上得到不明的指環而與笛木遇上，得知對方另一身份正是造就自己踏上魔法使之路的白色魔法使，並向自己留下「為迎接即將到來的時刻，在你身上也是重要，你也是最後的希望。」此信息。
第43話進入西園寺雅文的「Underworld」並消滅魅影後準備離開之際，意外地發現曆的父親是笛木。
第44話事件中所營救的「Gate」熊谷義和是其以前的小學班主任，從事件當中因曆的情況惡化，卻打算任由熊谷陷入絕望而引出笛木的出現。事件中最後卻明白有壓力就不要放在心裡，否則會令自己心裡認為最重要的東西慢慢腐蝕的道理。
第47話稻森真由透露了白色魔法使提出若取得「Holy」指環，就必先需要偷取自己的「Infinity」指環作為交換的條件，其後卻爽快地交出指環給對方。
過去白色魔法使不斷地協助自己解圍，加上原意出自父親對曆這女兒的疼愛而因此對其感覺非常可靠。但在第47話之後對於白色魔法使和賢者均是笛木而感到非常詫異。
第48話因從木崎口中得知了過去曆早已經因病身亡而大感意外。獲得了笛木家的住址後上門問個究竟，了解整件事情的真相後與已被洗腦的山本昌宏變身的Mage對峙。結果在第49話受重傷而失去意識，其後被笛木抓走從而進行「魔宴」。
第50話拿回「Infinity」指環並與笛木進行最後對決而且兩敗俱傷。之後目睹笛木和曆死在古利姆連手上。
第51話為要取回「賢者之石」，帶著曆得到安息並不讓其落入他人手中的信念而與古利姆連作最後決戰，成功奪回「賢者之石」後化為「Hope」指環並把對方擊敗。事件過後離開「面影堂」，並獨自一人尋找地方埋葬作為曆的遺物的「Hope」指環而展開旅程。
第52話聽到了求救的聲音，來到了魔寶石世界。
第53話的結尾將Infinity指環託付給了寶石世界的自己後，再度踏上了旅程。
仁藤攻介（にとう・こうすけ）（永瀨匡 / 若山耀人（童年期）飾／香港配音：張裕東（本篇）、陳成港（時王）／台灣配音：胡鎮璽）
23歲的考古學系大學生。在某遺跡中偶然發現變身系統Beast Driver而成為假面騎士Beast，因此亦與封印在腰帶內的魅影Beast Chimera合為一體，但代價為需要消滅魅影後吞食其魔力來延續生命。
爲人非常自信，以「有危才有機！」作為行事的座右銘。
每次用膳必然喜歡在食物上添加蛋黃醬。甚至經常不仔細聽別人講話，就在自說自話。
變身後的台詞為「來、Lunchtime到了！」；了結敵人前台詞為「那麼、上主菜吧！」，並每次消滅完敵人之後並說「多謝款待！」。
於《假面騎士ZI-O》第7-8話登場。
第17話初次出場時被操真晴人等人誤以為是「Gate」，直至變身才令眾人恍然大悟。其後更對當時因中毒不能變身的晴人解毒。
最初認定為晴人同樣需要吸收魅影的魔力才能戰鬥，甚至不知道「Gate」為何物。第18話因誤信美杜莎的饞言而出手攻擊晴人；第19話明白對方一切的用意及真相後改為協助消滅魅影，並開始視其為競爭對手。
第24話事件中「Gate」正是其祖母仁藤敏江，透露從小已經愛惹麻煩。同時也透露仁藤的故鄉是在福井。
第28話因偶然看見報紙一則有關考古學家中本治發現之古物的新聞，推定此物與Beast相關而親身拜候，二人在互利的情況下共同研究。翌日魅影出現時卻發覺腰帶及指環在自己睡著時被盜去。
第29話知道真正偷腰帶的人是中本治後非常憤怒，後來得知對方曾經有因被他人搶走功勞成果的過去，現今機會難求所以從而泛起私心，與自己當日在遺跡中發現腰帶而成為Beast，相反卻視為擁有相當難得的機會可以探求有關的一切的經歷而理解對方的心情。最後得到由為了贖罪的中山治奉送的Mirage Magnum及「Hyper」指環，進化成為另一形態模式Beast Hyper。
第30話與雷吉翁對戰卻反遭到對方侵入操真晴人的「Underworld」大肆破壞，即使其進入阻止並與Wizardragon合力對抗但仍然不敵，Wizardragon更因此被消滅而引致現實世界的晴人失去魔法使應有的魔力。
第40話因飯島讓上前求教騎乘單車而以此作為起端，第41話在事件中讓因此得到成為魔法使的條件，但笛木現身想強行把他帶走因而出手阻止，結果不敵反被打傷。
第42話盡力的到處尋找讓但始於無所適從，此時古利姆連出現並透露白色魔法使藏身的地方；第43話到達該地並質問白色魔法使，雙方繼而動武結果再次落敗於對方手上，最後稻森真由上前阻止平息事情，並於該地發現重傷昏迷的木崎。
第48話與讓再次見面，但發現對方被洗腦及变身成Mage，後遭到其打傷並睜眼看著真由被強行帶走。
第49話前去阻止「魔宴」的進行但被笛木打至重傷。但其後親手破壞了驅動器並釋放了Beast Chimera來阻止「魔宴」，雖然不再繼續受到束縛，但相對的也失去成為魔法使的資格。
第51話事件過後決定上路探險尋找離開自身的Beast Chimera，而讓亦隨之同行。
稻森真由（いなもり・まゆ）（中山繪梨奈飾／香港配音：何寶珊／台灣配音：傅其慧)
假面騎士Mage（琥珀色）變身者。
海外留學過後回流轉校至涼泉學園的女高中生，稻森美紗的孿生妹妹。
因為自身為「Gate」而從事件中陷入絕望，成為魅影宿主並能夠壓制。
得到魔法使的條件後，被白色魔法使造就成為假面騎士Mage。
所有白色魔法使旗下的魔法使當中唯一自願成爲魔法使的人。
第26話初登場時被誤會為美杜莎喬裝成中學生潛入校園。
第27話眼見姊姊是魅影之一的美杜莎後感到難以置信，並因為自身為「Gate」而被對方利用探出自己的心靈支柱。
亦得知過去父母因被美杜莎殺害而陷入絕望，魅影誕生的一刻卻因一絲希望而壓制。
與操真晴人同樣得到成為魔法使的條件後，自願跟隨白色魔法使。
第40话中再次出现在晴人与美杜莎面前並变身成為Mage。
第41話透露白色魔法使需要再多找兩人成為魔法使並勸説飯島讓加入，但最後被拒絕而心知不能強人所難就唯有作罷。
第45話與大門凜子的對話中提及自己有幸成為魔法使，但對於白色魔法使爲何要讓自己成為魔法使而感到疑惑。
同話中再次與美杜莎對戰，雖然勢均力敵但對本身沒法打敗對方而感到憤慨。
第46話請求白色魔法使希望得到打敗美杜莎的力量，但對方必先達成某項條件才願意送出擁有強大力量足以打敗美杜莎的「Holy」指環。
第47話中向晴人透露，白色魔法使提出需要從其身上偷取「Infinity」指環，才願意賜予「Holy」指環，晴人聽後卻爽快地交出指環因而成功達到目的。
同話中與美杜莎作最後決戰，利用「Holy」指環最後成功打敗並重創對方。
第48話得知白色魔法使真正身份是賢者之後決定對其不願再作協助，但被已洗腦的讓強行帶走。
第50話因事件的一切而對自己受到擺佈並成為魔法使之事猶有餘悸。
第51話有見古利姆連不斷到處發動襲擊後，決定不再逃避並以魔法使身份挺身而出，與讓及山本昌宏合力應付但仍然不敵對方。
同話事件過後從旁協助留任國家安全局零課的凜子。
變身後台詞為「來、終結時間到了！」。
飯島讓（いいじま‧ゆずる）（相馬眞太飾／香港配音：袁淑珍／台灣配音：賈文安)
假面騎士Mage（水藍色）變身者。
曾經身為「Gate」並從事件中陷入絕望成爲魅影的宿主。
從絕望中壓制魅影於體內而得到魔法使的條件，之後被白色魔法使強行擄走。
被洗腦後再次出現於仁藤面前，並变身成假面騎士Mage之一。
第40話登場。因創傷後遺症而無法騎乘單車，為此前往求教仁藤攻介。
在事件中被西爾芙的操弄下誤傷倉田朱里後而陷入絕望。
第41話在絕望過程中成爲魅影的宿主，但朱里回復意識後重燃希望而壓制。
此後在稻森真由勸説成爲魔法使但拒絕，之後卻被白色魔法使強行帶走。
第48話被白色魔法使洗腦後再次出現。变身成Mage後將Beast打傷，更將真由強行帶走。
第50話恢復原狀，之後向無法再次變身的仁藤透露想繼承對方魔法使的使命。
第51話有見古利姆連不斷到處發動襲擊後挺身而出，與真由及山本昌宏合力應付但仍然不敵對方。
同話事件過後跟隨仁藤上路尋找Beast Chimera的旅程。
山本昌宏（やまもと‧まさひろ）（川口真五飾／香港配音：陳廷軒／台灣配音：黃天佑)
假面騎士Mage（翠綠色）變身者。
第46話登場，將為人父的準父親。
第47話誤以為妻子遇害後而陷入絕望，但眼見被Wizard獲救後重燃希望而壓制。
第48話被白色魔法使強行帶走後被洗腦，同話結尾再次登場，並变身成Mage與晴人對峙。
第50話恢復原狀並向衆人透露放棄魔法使身份。
第51話有見古利姆連不斷到處發動襲擊後，為及自己的妻子而不能對事情妄之不顧，與真由及飯島讓合力應付但仍然不敵對方，同話事件過後與妻子和剛出生的孩子過著美滿的生活。

## 面影堂
曆美（コヨミ）（奥仲麻琴 / 小林花音（童年期）飾／香港配音：羅孔柔／台灣配音：傅其慧）
支援操真晴人的少女，全名笛木曆美（ふえき‧こよみ）。
在骨董店「面影堂」與其一同生活。喜欢晴人。在心目中，晴人是最重要的存在，也是一直以來支持著晴人行動下去的希望。
初期誤以為是「魔宴」的倖存者之一，誕生魅影過後被奪去生命及過去的記憶但卻殘留著軀體的「Gate」。
實際上則是笛木奏已過世的女兒，因為身負「賢者之石」而得到重生，需要魔法使輸出魔力來維持生命。
能看穿擬態成人類外形的魅影，及擅長通過水晶球觀看使魔PlaMonster眼前的映像。
行事很沒幹勁或帶著一副早上貧血狀態的模樣。
最初因自卑心作祟而對大門凛子及奈良瞬平他們感到煩厭，直至第5話被受到包容後才開始欣然接受。
由於其體內藏賢者之石，必須依靠操真晴人傳輸魔力存活，劇中也多次因魔力耗盡而倒下。
於《劇場版 假面騎士Wizard in Magic Land》中與操真晴人一同被奧瑪大臣帶到了「魔法王國」的世界。
第42話事件中得知十年前孩童時期曾從湖邊與「Gate」西園寺雅文相遇，但自己對此事卻了無印象；第43話晴人從西園寺雅文的「Underworld」中發現其父親是笛木（白色魔法使）。
第44話身上魔力不足的情況開始得非常頻繁，甚至手背部位亦出現暗紅色裂紋的異變。
第46話親身找上古利姆連問及手背出現裂紋的因由，但卻被對方企圖挾帶擄走，危急之際被笛木營救並帶走。
第48話得知自己從前因不治之症而病死。其後透過「賢者之石」而得到重生，但需要定時由魔法使輸出魔力來維持生命。而手背部位出現暗紅色裂紋的原因正就是因爲其體内輸入過多魔力所致。
第49話終于得知其父親是笛木奏及白色魔法使的身份。之後「魔宴」儀式進行期間完全失去意識。
第50話甦醒並將「Infinity」指環交給晴人。但最後目睹其父被古利姆連殺死，之後自己也被搶走體内的「賢者之石」而消失於人世，消失前，希望晴人能使賢者之石消失，不要再有人為她犧牲，一直相信晴人是最後的希望。
於《假面騎士×假面騎士 鎧武 & Wizard 天下決勝之戰國MOVIE大合戰》因大須賀/食人魔將「Hope」指環的力量實體化後，讓她得以再度復活，成為了假面騎士Wiseman的變身者。
大門凛子（だいもん・りんこ）（高山侑子 / 末原一乃（童年期）飾 / 香港配音: 葉曉欣／台灣配音：劉如蘋）
奈良瞬平（なら・しゅんぺい）（戶塚純貴飾／香港配音：胡家豪／台灣配音：賈文安）
自少夢想成為魔法使的青少年。
在事件中被Wizard所救後自願成為助手。
性格極為陽光，典型的麻煩及歡樂製造者。多次事件總是添亂幫倒忙，這正是晴人頭疼的地方。
衣著配搭比較古怪另類，經常被晴人拿來吐糟。
第2話見證Wizard戰鬥後，決心要成為操真晴人的徒弟。
第3話因自身是「Gate」之一而成為魅影的目標，地獄犬利用計謀而誤以為自己懂得魔法，得知真相後被之操控將自小最愛的書本《森林魔法使》燒毀而陷入絕望，最後被Wizard所救後自願成為其助手。
第51話事件過後晴人離開「面影堂」，自己卻決定留下成爲輪島繁的徒弟學做魔法指環。
輪島繁（わじま・しげる）（小倉久寬飾 ／香港配音：馮志輝／台灣配音：胡鎮璽）
骨董店「面影堂」的店主。
收留操真晴人與曆在面影堂共同生活。
有著能夠將魔寶石製作成指環的技術，但製作完成後無法親自試驗魔法效果，需要晴人自己去實證。
過去曾協助笛木（白色魔法使）製作指環，縱然如此但對於有關對方的底蘊卻一概不通。
第10話被木崎強行押走，要求其替木崎把從不明途徑得來的魔寶石製作成指環。
第38話被笛木要求把魔寶石製作成「Eclipse」指環。

## 魅影（Phantom）
賢者（ワイズマン）（替身演出：渡邊淳、CV：古川登志夫 ／香港配音：招世亮／台灣配音：黃天佑）
卡巴克魯的宿主。
平常藏身於山洞石窟中，為能夠再次召開「魔宴」而派遣美杜莎及菲尼克斯着手誕生新的魅影。
第14話自行製造出的魔寶石被白色魔法使暗中引領著曆去盜取，因此第16話藏身地點敗露的關係而開始外出行動。
第30話無法接受古利姆連的任性行為本應親自將之處決，準備下手時卻被問及有關「賢者之石」的事情。
第31話與古利姆連達成必先幫助自己增加魅影的數量以交換「賢者之石」作為條件，而讓其代替美杜莎成為執行的指揮者。
第36話被晴人找上藏身之地，問及有關的事情但拒絕回答，對方打算動難之際卻能輕描淡寫的抵抗還吸走其部份魔力。
第47話揭露自己真實身份正是笛木奏（白色魔法使）。
（有關笛木奏的詳情請見「關係者」一欄）
美紗（ミサ）（中山繪梨奈飾 ／香港配音：成瑤孆／台灣配音：傅其慧）
美杜莎的宿主。
宿主生前是伯誠高中學生，全名稻森美紗（いなもり‧みさ），早在「魔宴」中成為魅影宿主而絕望至死。
指揮魅影行動的怪人女幹部。
宿主本身是一個愛護家庭和與孿生妹妹感情非常好的女孩，成爲魅影後個性屬冷靜派而無情。
經常提及為助賢者再次召開「魔宴」而進行著誕生魅影的計劃。
第24話古利姆連提出要幫助自己時一度懷疑菲尼克斯是被其所害，要求對方用行動來表現才可接受，在計劃中卻反被其利用而表現得相當憤怒。
第26話首次親自出手而前往涼泉學園，中途卻與宿主的孿生妹妹稻森真由相遇。因為真由同樣為「Gate」的關係而用計引其見面，並告知把宿主一家的父母殺害後令真由陷入絕望，卻反造就對方能夠抑制體內的魅影而得到成為魔法使的資格。
第31話因不明的理由被古利姆連取締自己的地位，改為需協助其指示行動而大感愕然，至此開始有感受到屈辱而對之加深怨恨。
第47話與Mage對戰而被對方撃敗至重傷，瀕死之際被賢者從背後用劍貫穿身體，並得知賢者另一身份正是白色魔法使而心感絕望後灰飛煙滅消失。
雄吾（ユウゴ）（篤海飾 ／香港配音：鍾見麟／台灣配音：黃天佑） 
菲尼克斯的宿主。
宿主生前是花店的員工，全名藤田雄吾（ふじた‧ゆうご），早在「魔宴」中成為魅影宿主而絕望至死。
協助美杜莎的怪人幹部。愛以威壓的態度對待其下屬，但性格相合的則不在此限。
宿主本身性格非常陽光善良，成爲魅影後性格非常粗野急躁。
第8話向賢者請求親自上陣，並以壓倒性的力量打敗Wizard。
第9話卻被初次變身成Flame Dragon的Wizard撃敗至灰飛煙滅，過後利用再生的能力復活，但因此魔力過度虛耗而需時休養；第16話被變身成Water Dragon的Wizard再次撃敗。
第20話被賢者禁止行動而心生不忿，在街上遇上醉漢們的纏擾更怒不可遏去出手傷人，因此事件作為起端而與調查中的大門凜子相遇。因凜子嘗試的說服著卻反令受制於人之下的心病得到釋懷，不惜叛離賢者以自己的意志行動去打敗Wizard作為最終目標。
第22話因擅自行動，與空合作綁架凜子作餌以引出晴人找上門，美杜莎受賢者之命出現制止並在對戰中被石化。因力量的強大已今非昔比，可自行衝破封印並對美杜莎給予警告。與Wizard對戰期間再次被撃敗，但當場即時復活後戰鬥力進一步增強。
第23話再次對戰被變身成All Dragon的Wizard擊至太陽中燃燒，不斷重複飽受死亡與再生的輪迴之苦。
空（前山剛久飾 ／香港配音：林筠翔／台灣配音：賈文安
）
古利姆連的宿主。
本作最終反派，宿主生前是美容師，全名滝川空（たきがわ‧そら）。
個性比較輕浮並善於攻心計。常用「Hello！」作為打招呼的方式。
魅影當中唯一留有人類心態的特別存在，所以性格上會與宿主本身相同。
對魅影同伴都會稱呼對方宿主生前的名字，對自己同樣拒絕以古利姆連自居。
期望奪得並利用「賢者之石」的力量，企圖把變成魅影的自己回復成為人類
第18話登場，暗中觀察著操真晴人舉動，分別把魔寶石送給曆及遞交給國家安全局零課之中，間接幫助Wizard令其四种元素形態都进化成功。
第22話與菲尼克斯合作綁架大門凜子，把染血的警察証交給奈良瞬平。
第23話開始代替被打敗的菲尼克斯，成為另一名協助美杜莎的幹部。
第30話開始揭露自己的目的，過往所作的反叛行為是為要與賢者會面，詢問有關「魔宴」的一切以及名為「賢者之石」的物事。
第31話與賢者協議去幫助增加魅影的數量作為交換「賢者之石」之事而正式成為其直屬部下，代替美杜莎負責指揮誕生魅影的行動。
第34話主動與晴人會面，透露自己雖身為魅影卻保留人類的心智。後來更作出保護「Gate」之一的清水千明這出人意表的舉動，承受百眼巨人的攻擊而墜落湖中。
第35話揭露宿主生前是一名連環殺人兇手，受害者特徵同樣是黑色長髮且穿白衣的女性。之前相救清水千明並非出於好意，只是不欲其他人向自己的獵物下手，但最後被得知真相的晴人及時阻止。
第42話向正在尋找飯島讓的仁藤攻介透露白色魔法使藏身的地點。
第45話考究過往事件的一切，以及贤者與白色魔法使兩者之間的關聯性而得到答案。并且透露得到贤者之石的目的，是要令自己變回成為人類。
第46話打算將曆擄走，卻被白色魔法使發現並被打至重傷。
第49話與仁藤攻介等人見面道出有關「魔宴」的真相，並希望對方能夠前去阻止。但目的其實是不想曆完全復活，從而可以從曆身上拿走「賢者之石」。
第50話潛入笛木家中並表明要從曆身上拿走「賢者之石」，其後與白色魔法使戰鬥並受到重創。但最後等待晴人與笛木二人戰鬥至兩敗俱傷後再度出現，坐享漁人之利殺害笛木，並從曆身上拿走「賢者之石」而使其死亡。
第51話將「賢者之石」植入自己身體而進化並無差別地襲擊所有人類，與Wizard作最後決戰時被其奪走體内的「賢者之石」後遭到打敗而最後灰飛煙滅。
大須賀（オオスガ）（敦士飾）

## 笛木家
笛木奏（ふえき・そう）（池田成志飾／香港配音：招世亮／台灣配音：黃天佑)
白色魔法使和賢者的真正身份。原是一名物理學家。
以贤者身份一方，為能夠再次召開「魔宴」而派遣美杜莎著手誕生新的魅影。
另一方面以白色魔法使身份，把Wizard Driver跟指環和魔寶石，交給從「魔宴」中生還的操真晴人並對其暗中支援，及著手培育新的魔法使。
其真正目的为利用魔法使再次召開「魔宴」，通过儀式把已逝去的女儿复活。
在女兒曆病逝後替其植入「賢者之石」，首次召開「魔宴」的目的是透過「Gate」產生出的魔力及利用日蝕的力量集束起來後注入「賢者之石」之中。另外意外地發現出能夠成為魔法使的操真晴人。
一方面以賢者身份派遣魅影們，尋找「Gate」令其絕望並從中發掘集合有機會成為魔法使的人。
另一方面以白色魔法使身份，把Wizard Driver跟指環和魔寶石以及曆交託給晴人，並告訴其前往「面影堂」。
經常暗中支援晴人，第8話召喚出使魔White Garuda來遞送新的魔寶石；第9話晴人變身成為Flame Dragon時則是在一旁出現觀戰；第14話利用使魔Black Cerberus引領曆到達賢者的藏身之地得到另一顆魔寶石。
第21話現身營救被巴力西卜打敗的晴人，並共同製作新魔法道具Drago Timer，同時稱初次會面的Beast為「魔法使的原始型」，並對其自身的風險給予警告。
第27話因為稻森真由絕望後自身用意志壓制魅影於體內而現身，對方抉擇要成為魔法使後將其帶走。
第31話出現觀戰時對晴人變身成為Infinity Style的狀況感到超出自己的預料，覺得此力量的轉變會對自己日後會有所威脅。
第38話以真面目正式親臨「面影堂」，遞送新的魔寶石給輪島繁製作指環。
第39話為取回落入操真晴人手中已製作完成的「Eclipse」指環而與其會面，並留下「為迎接即將到來的時刻，在你身上也是重要，你也是最後的希望。」此信息後離去。
第41話對企圖查探自己有關事情的木崎狠下毒手並毀掉所有證據。同期亦因爲飯島讓成功壓制了體内的魅影而出現在前，但對方沒有意願成爲魔法使的而將其強行帶走，並將Beast打傷。
第43话事件中從西园寺雅文「Underworld」發現其正是曆的父親。
第46話發現曆被古利姆連擄走而出現並將對方打至重傷。
第47話揭露自己暗藏另一身份，正是魅影的幕後主宰賢者。並對已再無利用價值的美杜莎從其背後施下致命的一劍。
第48話中透露其賢者身份卡巴克魯是由科學和魔法製造而成的人造魅影（簡單說自身仍是純人類）。
第49話集齊四名魔法使再次召開「魔宴」，這次更以全東京的居民當成祭品。但在進行過程中被仁藤攻介成功阻止而失敗告終。
第50話與古利姆連戰鬥並將其重創，同話中與晴人作最後決鬥但雙方兩敗俱傷，此時古利姆連出現並在無力抵抗的情況下被對方殺害。
（有關賢者的詳情請見「魅影（Phantom）」一欄）
曆美（コヨミ）（奥仲麻琴 / 小林花音（童年期）飾）

## 流動車甜甜圈店舖「Hungry～」
甜甜圈店店長（KABA.ちゃん飾 ／香港配音：張錦江）
流動車甜甜圈店舖「Hungry～」店長。
自稱年輕的時候也經常被當做女孩子。
不斷向只愛糖粉甜甜圈的操真晴人推介另外款式但不果。
於《假面騎士×假面騎士 Wizard & Fourze MOVIE大戰Ultimatum》在「Underworld」中以上村優 / 美少女假面Poitrine身份出現。
第18話起初仁藤攻介甜甜圈加上蛋黃醬而覺得反感，後來卻創造新款式的蛋黃醬甜甜圈。
第51話店舖流動車被取得「賢者之石」的古利姆連破壞。
甜甜圈店店員（田谷野亮飾／香港配音：鄧港文）
「Hungry～」店員。
第6話奈良瞬平透露其名字为龙。

## 國家安全零課
木崎 政範（きざき・まさのり）（川野直輝飾 ／香港配音：李凱傑）
所屬國家安全局零課，階級為警視。
一直調查與魅影有關的資料及暗中監視操真晴人的行動。
最初對晴人擺下不信任的態度並直斥他為怪物，直至片山直己從絕望中被拯救後才心表認同。
第10話強行押走輪島繁，要求替其把從不明途徑得來的魔寶石製作成指環。
最初對晴人擺下不信任的態度並直斥他為怪物，直至第11話事件中片山直己從絕望中被拯救後才心表認同，和把得來的魔寶石奉送。
第23話晴人因未能保護被所重傷的凛子的事情而情緒低落，卻為此而直斥對方。
第34話說明查探出之前不明來歷的魔寶石是由古利姆連手上取得，並委託晴人及凜子調查其有關的背景。
第40話協助晴人調查笛木的背景；第41話看見笛木外貌的相片後有所頭緒，並查閲其有關的個人資料。但最後在總部被翻亂過的房間中留下破碎的眼鏡，而本人卻不知所終。
第43話發現在白色魔使藏身的地方受傷昏迷，被仁藤救出後在醫院留醫中。
第48話中終於蘇醒過來，告知晴人查探出從前曆早已因病身亡，並把笛木家的住址交給晴人。

## 鳥井坂警察署
大門凛子（だいもん・りんこ）（高山侑子 / 末原一乃（童年期）飾）
鳥井坂警視廳的新人女警，在事件中被魅影襲擊時得到操真晴人所救。
無法茍同警方對於魔物事件不採取任何行動，於是獨自暗地裏支援晴人。
行事作風像地道江戶人，因同為任職警察的父親影響而存有保護人們的責任感。
在第1話行動中被魅影襲擊而與操真晴人相遇。更因為自身是「Gate」的關係，被彌諾陶洛斯踏碎作為心靈寄託，掛有父親遺照的項鍊而陷入絕望，危在旦夕之時再被Wizard所救，從此獨自去支援晴人。
第20話因遇上毆打事件而展開調查，期間懷疑肇事者藤田雄吾（菲尼克斯）是魅影的化身，上門查探因而二人就此首次相遇。因覺得雄吾帶出的感覺與過往的魅影有所差異而企圖說服，卻反遭到對方所傷並被綁架起來。事件過後對自己的天真感到懊悔，從此決定對魅影會作出不再有任何疑惑的覺悟。
第41話木崎口頭要求讓其調職至國家安全局零課；第42話木崎失蹤過後，因收到署長個別通知而正式開始就任。
第51話事件過後雖然魅影的事情暫時平息，但為及保險起見而決定留任國家安全局零課進行有關調查。
警察署長（小宮孝泰飾 ／香港配音：林國雄）
鳥井坂警察署署長。
行事無自我立場，更因接受木崎的指令而阻止大門凛子插手魔物事件。

## 其他人物
山形耕一（やまがた・こういち）（高橋良輔飾／香港配音：黃啟昌）
有錢人家少爺，於健身室內認識川崎愛美。
當得悉自己因為家底的關係而成為詐騙目標時，反而相信愛美是有所苦衷而且本性不壞。
伊藤和洋（いとう・かずひろ）（小倉敏博飾／香港配音：林筠翔）
伊藤洋樹的父親。
伊藤美紀子（いとう・みきこ）（八木小緒里飾／香港配音：梁少霞）
伊藤洋樹的母親。在醫院任職護士。
童年時的操真晴人在雙親去世當日與之認識。
片山義男（かたやま・よしお）（四方堂飾／香港配音：張炳強）
片山直己的父親。
半年前追查某宗人口失蹤事件，得知兒子是目標之一後挺身阻止，但是最後被滴水嘴獸所殺。
稻垣徹也（いながき・てつや）（石田卓也飾／香港配音：周倚天）
奈良瞬平高中時代的學長。
畢業後在和菓子屋「松木庵」當學徒。
園長（小倉一郎飾／香港配音：譚炳文）
孤兒院「燕子園」的院長。
及川由貴子（おいかわ・ゆきこ）（鈴木智繪飾／香港配音：黃麗芳）
故人，及川博的妻子。
新井寿史（あらい・ひさし）（中村英司飾／香港配音：巫哲棋）
新井志保的丈夫，職業是醫生。
稻森真治（いなもり・しんじ）（海寶弘之飾／香港配音：張錦江）
稻森美紗及稻森真由的父親，早時被美杜莎所殺害。
稻森紗由里（いなもり・さゆり）（松澤有紗飾／香港配音：魏惠娥）
稻森美紗及稻森真由的母親，早時被美杜莎所殺害。
富岡正（とみおか・ただし）（若尾義昭飾）
朝比奈考古學研究所的所長。
過去曾經獨佔中本治的考古發現。
健太（けんた）（平岡拓真飾）
非常重視自己的妹妹而設法讓其開心的青年。
詩織（しおり）（芳山叶恋飾）
健太的妹妹。
美（大谷澪飾）
一直支持著和也的少女，對操真晴人非常反感。
倉田朱里（くらだ・あかり）（矢部裕貴子飾）
現為大學生。
過去因飯島讓擅自踏上其的單車而攘成意外，一直心存歉疚至今。
酒井保（さかい‧たもつ）（山崎和如飾）
玩具收藏家。
酒井翔（さかい‧しょう）（山田日向飾）
酒井保的兒子。
山本亞矢（やまもと‧あや）（澤井美優飾）
山本昌宏的妻子。

## Gate
操真晴人（そうま・はると）（白石隼也飾）
詳見「魔法使」及「《假面騎士Wizard》登場人物」。
於「魔宴」中成為Wizardragon的宿主。

網野（あみの）（RIKIYA飾 ／香港配音：鄧志堅）
彌諾陶洛斯的宿主。
宿主生前是警視廳鳥井坂署的刑警，大門凛子的前輩。
說明早在「魔宴」中成為魅影宿主而絕望至死。
受命以大門凛子為目標。

大門凛子（だいもん・りんこ）（高山侑子飾）
詳見「協力者」及「《假面騎士Wizard》登場人物」。
第1話成為炸脖龙的宿主。

田島一夫（たじま・かずお）（金剛地武志飾／香港配音：李錦綸）
地獄犬的宿主。
宿主生前是夕日電視台「Morning Island」節目主持人。
受命以奈良瞬平為目標。

奈良瞬平（なら・しゅんぺい）（戶塚純貴飾）
詳見「協力者」及「《假面騎士Wizard》登場人物」。
第3話成為獨眼巨人的宿主。

謎之外國人（Bernard Ackah飾／香港配音：劉昭文）
貓妖精的宿主。
宿主生前是肌肉發達的黑人巨漢。
受命以高木榮作為目標。

高木榮作（たかぎ・えいさく）（佐藤永典飾／香港配音：曹啟謙）
從各項大賽中獲得殊榮，備受曯目的年輕天才鋼琴師。最近為獲賞之事心情陷入低迷。
更因害怕失敗，造出任意讓貓妖精砍下作為鋼琴師靈魂的雙手，企圖讓自己無法參賽之奇怪舉動。

謎之侍酒師（金安慶行飾／香港配音：馮錦堂）
地精的宿主。
宿主生前是開酒館的侍酒師。
受命以川崎愛美為目標。

川崎愛美（かわさき・まなみ）（松本若菜飾／香港配音：詹健兒）
有著美麗外貌的女欺詐師。
為要買下兒時曾經居住，但即將面臨拆卸的房屋而以四處行騙賺錢。

伊藤洋樹（いとう・ひろき）（武田勝斗飾／香港配音：蔡惠萍）
伊藤美紀子的兒子。
對雙親抱著不信任的態度。

謎之作業員（山地健仁飾／香港配音：招世亮）
滴水嘴獸的宿主。
宿主生前是穿著工人服的肥胖男性。
受命以片山直己為目標。

片山直己（かたやま・なおき）（桑代貴明飾／香港配音：張方正）
為追查父親事故身亡的真相，千里迢迢從秋田來到東京尋找木崎。
半年前本已是魅影的目標，但被木崎的暗中保護的安排底下而成為漏網之魚。
第11話得知父親因為自己的關係而犧牲的真相後陷入絕望，成為耶夢加得的宿主。

桐谷克彌（きりたに・かつや）（杉林功飾／香港配音：劉昭文）
女武神的宿主。
宿主生前是成島屋百貨地下食品賣場的經理。
早在「魔宴」中成為魅影宿主而絕望至死。
受命以松木昭造為目標。

松木昭造（まつき・しょうぞう）（諏訪太朗飾／香港配音：招世亮）
經營和菓子屋「松木庵」的老師父。
因經營出現困難而面臨結業的危機。

石井悟史（いしい・さとし）（植田圭輔飾 ／香港配音：周倚天）
蜥蜴人的宿主。
宿主生前是翔生大學電影研究會的導演。
早在「魔宴」中成為魅影宿主而絕望至死。
第12話回憶中在「魔宴」結束後襲擊操真晴人，卻被白色魔法使利用魔法陣擊退。
受命以真中千鶴為目標。

真中千鶴（まなか・ちづる）（鉢嶺杏奈飾 ／香港配音：何寶珊）
大學時期被石井悟史拉攏參與拍攝自資電影「Le rêve route」。
以此為契機而萌生興趣成為演員。

達郎（たつろう）（延山信弘飾／香港配音：陳耀楠）
聖誕節期間為了購買禮物送給孤兒院「燕子園」的孩子們而打工賺錢的青年。
第16話因為燒光所有禮物而陷入絕望，成為百臂巨人的宿主。

謎之占卜師（赤星昇一郎飾／香港配音：劉昭文）
蠍獅的宿主。
宿主生前是精通塔羅牌的占卜師。
受命以仁藤攻介為目標。

謎之潛水員（中川素州飾／香港配音：李致林）
九頭蛇的宿主。
宿主生前是穿著潛水服的男性。
受命以及川博為目標。

及川博（おいかわ・ひろし）（池田政典飾／香港配音：陳永信）
在公園寫生的畫家。
第19話因為九頭蛇破壞其亡妻的肖像畫陷入絕望，成為班德斯奈奇的宿主。

謎之指揮家（IZAM飾／香港配音：李安邦）
巴力西卜的宿主。
宿主生前是音樂指揮家。
受命以新井志保為目標。

新井志保（あらい・しほ）（深谷由梨香飾／香港配音：魏惠娥）
家庭主婦一名。
為人因怕寂寞而不斷參與朋友的眾會及活動。

藤田雄吾（ふじた‧ゆうご）（篤海飾） 
詳見「魅影（Phantom）」及「《假面騎士Wizard》登場人物」。
於「魔宴」中成為菲尼克斯的宿主。

井川（いかわ）（虎島キンゴロウ飾）
虎人的宿主。
受命以仁藤敏江為目標。

仁藤敏江（にとう・としえ）（山口果林飾／香港配音：沈小蘭）
仁藤攻介的祖母。
遠道由福井來到東京尋找久未回家的孫子。

多香子（たかこ）（柚りし菓飾）
涼泉學園的學生，稻森真由同學兼友人。

稻森美紗（いなもり‧みさ）（中山繪梨奈飾）
詳見「魅影（Phantom）」及「《假面騎士Wizard》登場人物」。
於「魔宴」中成為美杜莎的宿主。

稻森真由（いなもり・まゆ）（中山繪梨奈飾）
詳見「關係者」及「《假面騎士Wizard》登場人物」。

中本治（なかもと・おさむ）（有薗芳記飾／香港配音：黃子敬）
朝比奈考古學研究所的學者。
從遺跡中偶然發現與Beast相關的古物。
被古利姆連所教唆加上為了成名的心態而偷走仁藤攻介的腰帶及指環。

謎之保全員（こっとん健児飾／香港配音：張錦江）
樹精的宿主。
宿主生前是從事保全工作的壯漢。
受命以中本治為目標。

內藤（ないとう）（村田充飾）
雷吉翁的宿主。
以殘害心腸美麗的人類為樂甚至「Gate」亦同受誅連。因此被賢者視爲危險人物而遭到囚禁，但被空肆意釋放出來。
口頭禪為「Exciting！」

土屋真隆（つちや・まさたか）（松澤傑飾）
仁藤攻介高中時代的好友。
非常熱愛收集吉他。

笠原（かさはら）（やべけんじ飾）
惡靈妖精的宿主。
受命以土屋真隆與另外五人為目標。

清水千明（しみず・ちあき）（新木優子飾／香港配音：何璐怡）
新進的人氣模特兒。
为了能使出走的父亲注意到自己并会面而努力地工作着。

小須田明人（こすだ・あきと）（城咲仁飾／香港配音：周倚天）
百眼巨人的宿主。
受命以清水千明為目標。

滝川空（たきがわ‧そら）（前山剛久飾）
詳見「魅影（Phantom）」及「《假面騎士Wizard》登場人物」。
於「魔宴」中成為古利姆連的宿主。

根本和良（ねもと‧かずよし）（平田實飾／香港配音：葉振聲）
思想非常悲觀，愛帶著九官鳥外出的中年男。
被誣衊成為縱火犯而遭到警方通緝。
第37話因為眼見飼養的九官鳥真身是魅影，然後被Wizard等人消滅後陷入絕望。

加賀（かが）（渡邊實飾）
勞姆的宿主。
受命以根本和良為目標。

篠崎和也（しのざき‧かずや）（岸田タツヤ飾／香港配音：關令翹）
與操真晴人在職業足球隊時期的隊友。
過去在選拔賽中因被晴人意外地弄傷膝蓋，導致腿部活動能力有所障礙。

勝村（かつむら）（佳本周也飾／香港配音：周倚天）
巴哈姆特的宿主。
受命以篠崎和也為目標。

飯島讓（いいじま‧ゆずる）（相馬眞太飾／香港配音：袁淑珍）
詳見「《假面騎士Wizard》登場人物」。

西川（にしかわ）（粟根誠飾）
西爾芙的宿主。
受命以飯島讓為目標。

西園寺雅文（さいおんじ‧まさふみ）（須永慶飾／香港配音：朱子聰）
任職小說家。
十年前企圖自殺的時候，從湖邊遇見童年時的曆。
受到鼓勵並拾到對方掉落的指環而一直珍而重之。
第43話因指環被破壞而陷入絕望，成為巨靈的宿主。

楠田（くすだ）（顔田顔彦飾／香港配音：梁偉德）
斯芬克斯的宿主。
宿主生前是魔術師。
受命以西園寺雅文為目標。

熊谷義和（くまがい‧よしかず）（山崎銀之丞飾／香港配音：葉振聲）
操真晴人在小學時代的老師。
一直都想尋回已故的兒子深愛的玩具飛機。

靜音（しずね）（太田彩乃飾／香港配音：何璐怡）
塞壬的宿主。
受命以熊谷義和為目標。

山本昌宏（やまもと‧まさひろ）（川口真五飾／香港配音：陳廷軒）
詳見「關係者」及「《假面騎士Wizard》登場人物」。

上村優 / 美少女假面Poitrine（/）（入來茉飾）
詳見「相關角色」

風田三郎（かぜた・さぶろう）（須賀健太 / 涉谷樹生（童年期）飾）
詳見「相關角色」

小牧瑠美（こまき・るみ）（山谷花純 / 芳賀栞（童年期）飾）
詳見「相關角色」

近藤大太（こんどう・だいた）（中澤兼利 / 坂本大河（童年期）飾）
詳見「相關角色」

根津誓夫（ねづ・ちかお）（原勇彌 / 阿久津秀壽（童年期）飾）
詳見「相關角色」

椎名（シイナ）（瀧澤翼飾）
詳見「相關角色」

奧瑪大臣（オーマ大臣）（陣内孝則飾）
詳見「相關角色」

大須賀（オオスガ）（敦士飾）
詳見「相關角色」

## 惡魔三劍俠
Xatan（ザタン）（替身演出：岩上弘数、CV：小暮閣下）
Eil（イール）（替身演出：羽賀亮洋、CV：關智一)
Gara（ガーラ）（替身演出：小倉敏博、CV：三矢雄二）

## 魔法王國
瑪雅大王（マヤ大王）（忍成修吾飾）
奧瑪大臣（オーマ大臣）（陣内孝則飾）
禁衛軍隊長（近衛隊長）（載寧龍二飾）
椎名（シイナ）（瀧澤翼飾）

## 魔寶石世界
少年（竜跳飾／香港配音：黃淑芬）
為了擺脫變成怪物的命運，偷取阿瑪達姆手上假面騎士指環並企圖逃離魔寶石世界因而被追捕。
其實是魔寶石世界的晴人，最後被託付了Infinity指環。
少女（SALA飾／香港配音：羅孔柔）
跟隨著少年逃亡的女孩，其實是魔寶石世界的曆。
阿瑪達姆（アマダム）（田口トモロヲ飾／香港配音：朱子聰）
魔寶石世界的支配者，假面騎士指環的原主人。
一直想向封印自己的現實世界復仇但不成功。

## 《假面騎士鎧武》
葛葉紘汰（かずらば・こうた）（佐野岳飾／香港配音：周倚天／台灣配音：賈文安
）
續作《假面騎士鎧武》中假面騎士鎧武的變身者，於本篇第52～53話登場。
聽見少年與少女求救聲再發現連接魔寶石世界的通道後，不顧後果而躍進那方，與歷代15位平成騎士一同擊敗阿瑪達姆。

## 《假面騎士Decade》
門矢士（かどや・つかさ）（井上正大飾／香港配音：關令翹／台灣配音：黃天佑）
原作《假面騎士Decade》中假面騎士Decade變身者，世界的破壞者，巡迴各個騎士世界的人，於本篇第53話登場。
受到阿瑪達姆的召喚而到達魔寶石之中所存在的世界並出現在操真晴人面前，與歷代15位平成騎士一同擊敗阿瑪達姆。